# Gnalon de Dampierre
Gnalon de Dampierre ou Galon de Dampierre ou Gaalon de Dampierre ou Walon de Dampierre est un religieux français de la fin du XIIe siècle et du début du XIIIe siècle qui fut évêque à Domokos puis de Digne.

## Biographie

### Origine
Il serait issu d'un famille de petite noblesse champenoise, et son père aurait été Richard de Dampierre, seigneur de Dampierre, situé à quelques kilomètres de Langres[réf. incomplète]. Certains historiens des XIXe siècle le font provenir de Dampierre-sur-Salon[réf. incomplète].
Il se serait voué très jeune à la religion et est devenu chanoine à Langres.

### Participation à la croisade
Il participe à la quatrième croisade et suit l'armée croisée lors du siège de Constantinople.
Selon l’anonyme Historia translationum reliquiarum sancti Mamantis, il était un homme de vie honnête et de bon témoignage (vir honeste vite et boni testimonii), mais aussi un soldat "pas le moindre dans l'armée des Latins" (in exercitu Latinorum non minimus).
À Constantinople, il entre dans la garde du chantre de l'église des Quarante martyrs de Sébaste et du prévôt dans une autre (custodiam cantoriae in ecclesia sanctorum XL martyrum ... et custodiam alterius praepositurae),[réf. incomplète],. En vertu de ces fonctions, il a participé à l'élection du patriarche latin de Constantinople[réf. incomplète].
En 1204, lors du saccage de la cité, les reliques récupérées sont confiées à l'évêque de Troyes Garnier de Traînel, qui est aumônier général de la croisade. Gnalon lui demande alors le chef de Saint-Mammès, patron de la cathédrale de Langres, afin de le rapporter dans son église lors de retour en France. Garnier refuse mais affirme qu'il le donnera lui-même à l'évêque de Langres Hilduin de Vendeuvre, qui est un de ses proches amis[réf. incomplète].
Le 14 avril 1205, Garnier de Traînel décède à Constantinople. Gnalon s'adresse alors au légat du pape Pierre de Capoue afin de pouvoir récupérer la relique, ce qui lui est accordé,.
Toutefois, les moines du monastère où avait été dérobé la relique, appelés par le légat pour l’authentifier, demandent qu'elle leur soit restituée et proposent à Gnalon une forte somme d'argent pour qu'il accepte, ou alors lui offrent de devenir le supérieur de leur communauté,.
En 1207, le légat du pape certifie ces événements et Gnalon, qui entame un voyage à Rome, en profite pour effectuer son retour en France. En 1208, il arrive à Langres, et offre la relique de Saint-Mammés à Robert de Châtillon, évêque de Langres, qui est venu l'accueillir accompagné du clergé et du peuple,.

### Accession à l'épiscopat
Vers 1205, Gnalon, qui était fort apprécié et qui avait rendu de nombreux services aux croisés, fut élu évêque de Domokos. Selon, certains historiens, il aurait été évêque de Damas, ou à Gardike[réf. incomplète], mais il s'agit probablement d'erreurs.
Trois jours après sa consécration, il abandonne son diocèse en raison de sa grande pauvreté qui le laisse sous la garde du seigneur laïque Amédée Pofey,[réf. incomplète]. Cela a provoqué l'intervention du pape Innocent III qui, le 14 juillet 1208, combine les diocèses de Domokos et de Kalydon[réf. incomplète].
Après son retour en France, il obtient vers 1209 l'épiscopat de Digne,.
À sa mort, il laisse de nombreux biens au chapitre de Langres.